# Blakelaw and North Fenham
Blakelaw and North Fenham est un village et une paroisse civile du Tyne and Wear, en Angleterre.